# Agencja Bezpieczeństwa Wewnętrznego
L'Agencja Bezpieczeństwa Wewnętrznego (ABW) (in italiano: "Agenzia di sicurezza interna") è uno dei servizi segreti della Polonia, di cui protegge, avvalendosi di arresti, indagini e forze speciali, la sicurezza interna da terrorismo, spionaggio, traffico di droga e di armi, criminalità organizzata, corruzione e coercizione economica.
Il quartier generale si trova nella frazione Mokotów di Varsavia. Il capo dell'ABW riporta direttamente al Primo ministro della Polonia, che per dirigere l'atitività dell'ABW può avvalersi anche dei suoi ministri.

## Storia
La Agencja Bezpieczeństwa Wewnętrznego venne creata il 24 maggio 2002, quando il governo presieduto da Leszek Miller presento al parlamento polacco un disegno di legge per la disciplinare la materia con un'agenzia che si occupasse di intelligence esterna ed una di intelligence interna. La legge, in effetti, scompose la precedente agenzia Urząd Ochrony Państwa in due servizi separati: la Agencja Bezpieczeństwa Wewnętrznego (ABW) che si occupa della sicurezza ed operazioni interne e la Agencja Wywiadu (AW) responsabile per l'estero.